# Фліпчарт

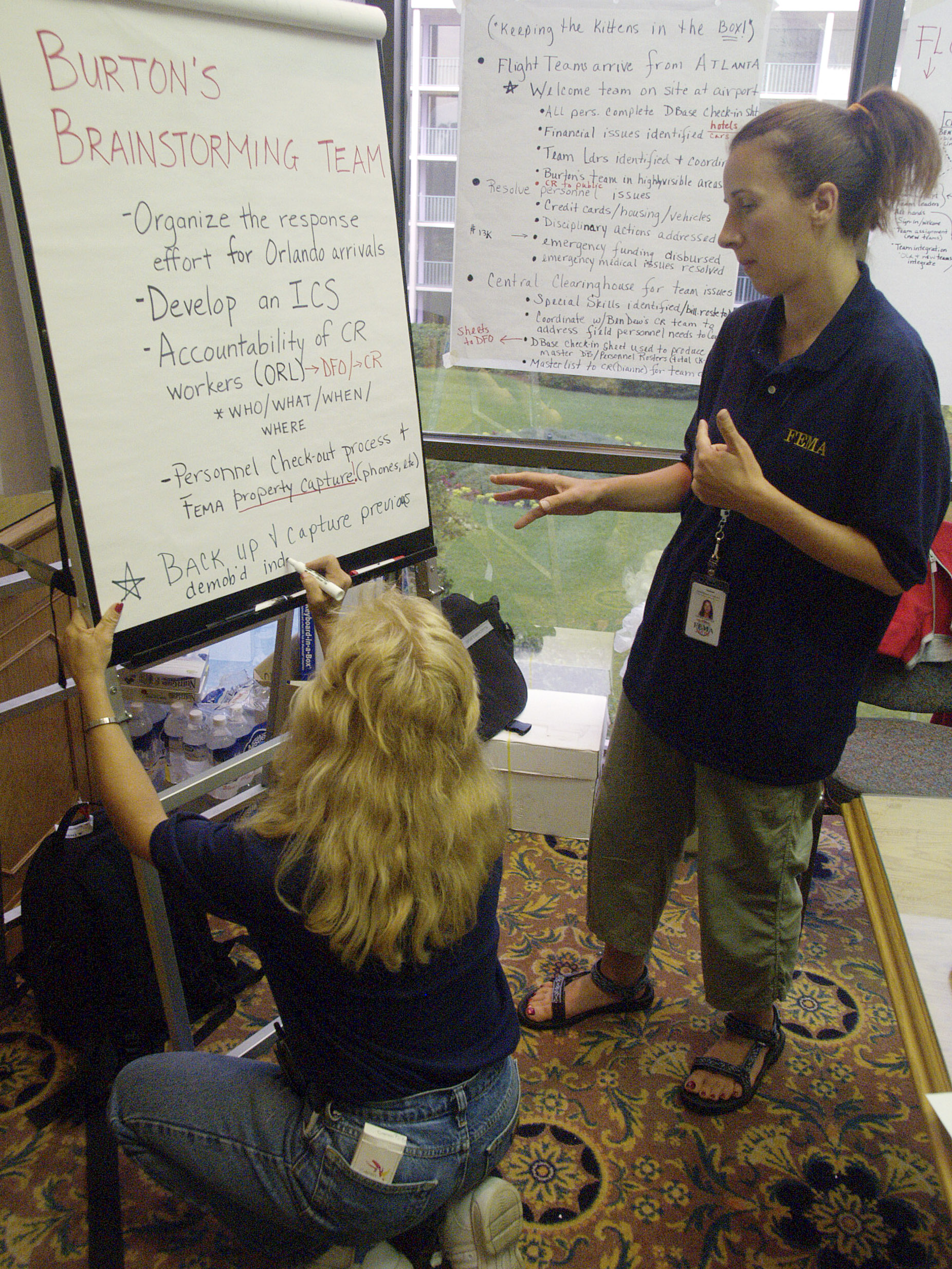

Фліпчарт (англ. flip chart — «відкидна таблиця») — демонстраційна таблиця, що використовується при проведенні презентацій, стратегічних сесій, інших групових заходів для графічного зображення чи пояснення основних думок.
Зазвичай є металевою поверхнею на тринозі. Має алюмінієву рамку, поличку для аксесуарів, фіксований тримач для паперу, регульовану висоту.
Опора може бути на коліщатах.